# Perak
Pour les articles homonymes, voir Perak (homonymie).
Le Perak (en malais, prononcé [peraʔ] ; en jawi : ڤيراق ; en chinois : 霹雳 ; en tamoul : பேராக் ; également connu sous son nom honorifique Darul Ridzuan) est un État de Malaisie. Son nom signifie argent en malais. Celui-ci vient peut-être des gisements de fer qui ont été la source du développement minier au XIXe siècle.

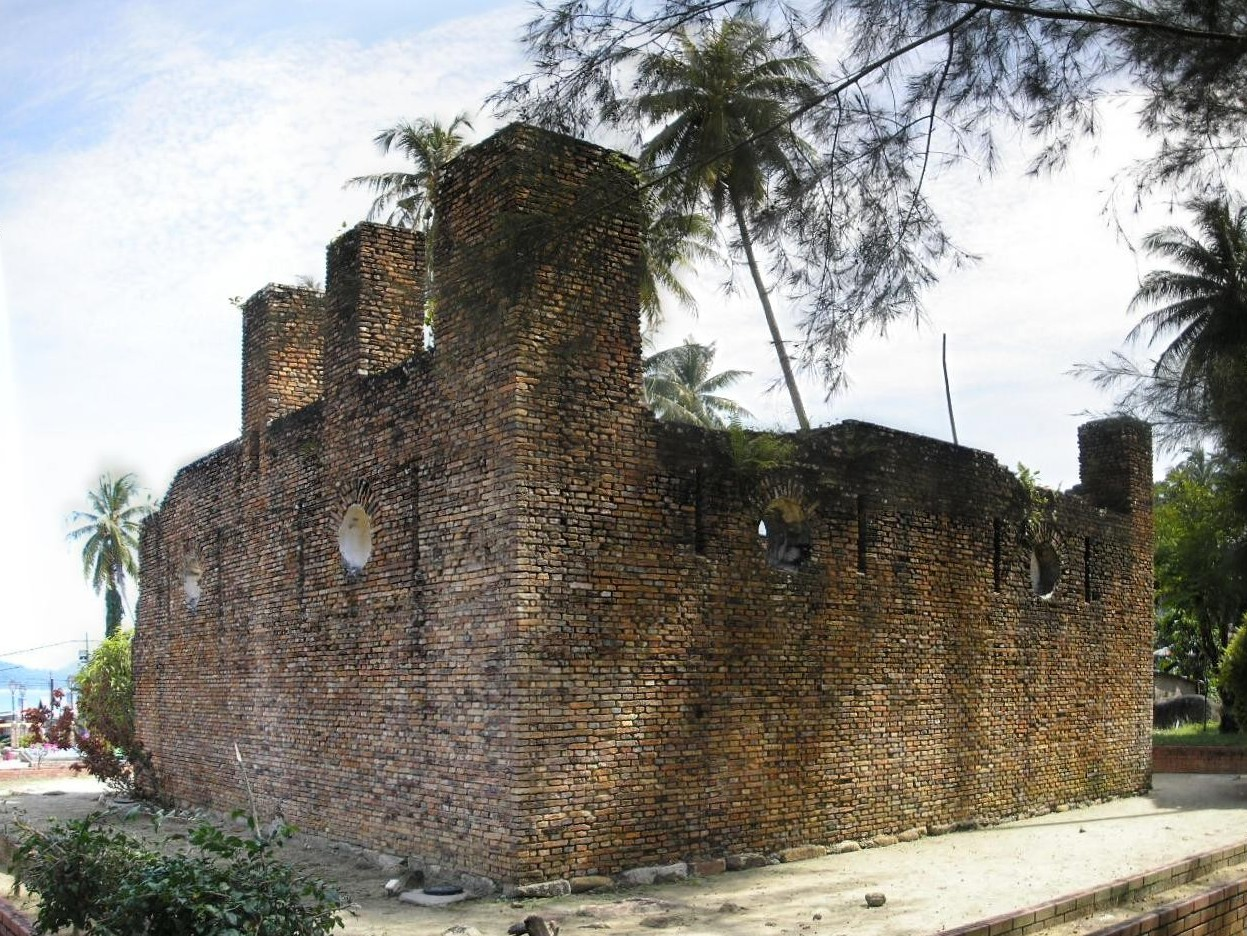
Le fort hollandais de 1670 sur l'île de Pangkor, construit comme entrepôt de minerai d'étain par la Compagnie néerlandaise des Indes orientales

## Villes du Perak
La capitale et ville principale est Ipoh, tandis que la ville royale est Kuala Kangsar. Les autres villes sont Taiping et Teluk Intan.

## Subdivisions administratives
L'état est constitué des districts (daerah) suivants :
1. Hulu Perak
2. Kerian
3. Larut, Matang et Selama
4. Hilir Perak
5. Kinta
6. Perak Tengah
7. Batang Padang
8. Manjung
9. Kuala Kangsar
10. Muallim
11. Bagan Datuk

## Histoire
On a trouvé à Ipoh une statue de Bouddha qu'on a datée du VIe siècle apr. J.-C., et à Jalong, la statue d'un prêtre hindouiste qu'on a datée du IXe siècle.
Au XIXe siècle, Perak est un important producteur d'étain. Les Anglais, qui possèdent déjà les Strait Settlements ("Établissements des détroits") de Malacca, Penang et Singapour, s'intéressent à cet État. Mais des querelles entre prince malais d'une part, et des luttes opposant les sociétés secrètes chinoises, perturbaient la production des mines de Perak.
En 1871 le sultan Ali meurt. Selon le complexe système de succession de Perak, c'est le prince Raja Abdullah qui aurait dû être nommé son successeur, mais c'est le prince Raja Ismail qui est élu. À la même époque, deux sociétés secrètes chinoises se battaient pour le contrôle des mines d'étain. 
Abdullah fait alors appel à l'aide britannique pour résoudre ces deux problèmes. Les Anglais saisissent cette occasion d'étendre leur influence en Asie du Sud-Est et renforcer leur monopole sur l'étain. C'est ainsi qu'est signé en 1874 le traité de Pangkor. Ce traité entre le Royaume-Uni et le prétendant au trône de Perak marque formellement le début de l'intervention britannique dans les affaires des États de la péninsule Malaise.

## Démographie

Armoiries du Perak

La population du Perak est d'environ 2 millions d'habitants. Le déclin économique faisant suite à la fermeture des mines d'étain n'a pas été freiné par une économie diversifiée. La ville d'Ipoh, reste peu active économiquement. Si bien que l'ancien état le plus peuplé du pays est devenu un foyer d'émigration vers Kuala Lumpur, Penang, voire Singapour.

## Tourisme
L'île de Pangkor est réputée pour ses possibilités de plongée sous-marine.